# A Society Exile
A Society Exile er en amerikansk stumfilm fra 1919 af George Fitzmaurice.

## Medvirkende
- Elsie Ferguson som Nora Shard
- William P. Carleton som Ralph Newell
- Warburton Gamble som Lord Bissett
- Julia Dean som Doris Furnival
- Henry Stephenson som Howard Furnival